# Левченко, Гордей Иванович
Горде́й Ива́нович Ле́вченко (7 (19) января 1897, Дубровка, Новоград-Волынский уезд, Волынская губерния — 26 мая 1981, Москва) — советский военно-морской деятель, адмирал (1944).

## Биография

### Ранние годы
Из крестьян. Окончил церковно-приходскую школу в родном селе и два класса городского училища в Новограде-Волынском.
В Русском императорском флоте с 1913 года, окончил школу юнг в Кронштадте в 1914 году. С сентября 1914 по январь 1915 года служил матросом на крейсере «Громобой», затем его вновь направили учиться и он окончил класс артиллерийских унтер-офицеров в Кронштадте в 1916 году. С этого времени служил матросом на крейсере «Адмирал Макаров», комендором на учебном судне «Пётр Великий», артиллерийским унтер-офицером на эсминце «Забияка». Участник Первой мировой войны.
После Февральской революции 1917 года активно включился в политическую жизнь, был избран экипажем сначала секретарём, а затем — председателем судового комитета этого корабля. Во время Октябрьской революции во главе отряда в 30 матросов из экипажа «Забияки» прибыл в Петроград и участвовал в штурме Зимнего дворца и в захвате городской телеграфной станции. 

### Гражданская война и межвоенный период
В советском ВМФ с февраля 1918 года. С сентября 1918 года учился на Курсах командного состава флота в Петрограде. В гражданской войне в составе сводных отрядов курсантов участвовал в боях с войсками генерала Н. Н. Юденича при обороне Петрограда в 1919 году, в подавлении восстания на форте «Красная Горка» и Кронштадтского восстания. 30 июня 1919 года Курсы командного состава флота были реорганизованы в Училище командного состава флота. Левченко окончил это училище в 1922 году (это был первый выпуск советских моряков). Член РКП(б) с 1919 года.
После окончания училища служил на кораблях Балтийского флота: с июня 1922 — вахтенный командир эскадренного миноносца «Капитан Изыльметьев», с декабря 1922 — старший артиллерист эсминца «Сладков», с 1923 — старший артиллерист канонерской лодки «Красное Знамя». С ноября 1923 по февраль 1925 года Г. И. Левченко обучался в артиллерийском классе Специальных курсов усовершенствования комсостава ВМС РККА. С февраля 1925 года служил старшим артиллеристом линейного корабля «Парижская Коммуна», а с мая 1927 — старший помощник командира этого линкора. В апреле 1928 года получил назначение на должность командира и военкома эскадренного миноносца «Артём». С мая по октябрь 1929 года — командир эсминца «Войков», командуя которым на осенних маневрах флота 6 сентября протаранил эсминец «Володарский», при столкновении погибли 3 и ранены 17 моряков; оба корабля пришлось ставить в ремонт. Затем учился и окончил Курсы усовершенствования высшего начсостава при Военно-морской академии. В октябре 1930 года назначен командиром крейсера «Аврора». С апреля 1931 года — командир-комиссар отряда учебных кораблей Морских сил Балтийского моря. С января 1932 по январь 1933 года — командующий и военный комиссар Каспийской военной флотилией. С января 1933 по август 1935 года — командир и военный комиссар бригады линкоров Морских сил Балтийского моря. В августе 1935 года был понижен в должности за допущенную во время учений гибель подводной лодки «Б-3». С августа 1935 года командовал Отдельным дивизионом эсминцев Черноморского флота. В марте 1937 года назначен командиром бригады эсминцев Черноморского флота.
С августа 1937 по январь 1938 года — начальник штаба, а с января 1938 по апрель 1939 года — командующий Балтийским флотом. С апреля 1939 года — заместитель наркома ВМФ СССР, курировал инженерное и строительное управления ВМФ.

### Великая Отечественная война
В начале Великой Отечественной войны 1941—1945 годов как представитель военно-морского командования был направлен на Черноморский театр военных действий, где постоянно находился всё лето и осень 1941 года; участвовал в обороне Одессы, Николаева, Севастополя. 
Решением Ставки ВГК от 22 октября 1941 годы был назначен командующим войсками Крыма (заместитель по сухопутным войскам П. И. Батов, член Военного совета А. С. Николаев), ему подчинялась 51-я армия, Приморская армия и Черноморский флот. К тому времени войска немецко-румынской 11-й армии уже прорвали оборону советских войск на Перекопско-Ишуньских позициях и ворвались в степной Крым, где подготовленной обороны не было (см. Крымская оборонительная операция). Уже 23 октября Левченко отдал приказ о немедленном проведении контрудара у Воронцовки, но удалось лишь на два дня задержать немецкое наступление. 26 октября немцы возобновили наступление и к 28 октября окончательно прорвали советскую оборону, вырвавшись на оперативный простор. Приморская армия отходила к Севастополю, а 51-я армия — к Керчи, к ней 8 ноября 1941 года прибыл и сам Левченко (до этого после падения Симферополя он с 1 ноября со своим штабом находился в Алуште). Приказом Г. И. Левченко 4 ноября был создан Керченский оборонительный район, но ему не удалось ни задержать немцев на Ак-Монайском перешейке и в других районах на Керченском полуострове, ни организовать упорную оборону Керчи: она была оставлена с большими потерями и последние части 16 ноября 1941 года вывезены на Таманский полуостров.
1 декабря 1941 года по обвинению в сдаче Керчи был арестован, признал себя виновным в пораженчестве и панике, дал показания на Г. И. Кулика. 18 декабря 1941 года Особое совещание при НКВД СССР рассмотрело дело Г. И. Левченко, за сдачу Керчи он был приговорён к 10 годам лагерей с поражением в правах на 5 лет, лишением наград и воинского звания. Однако за Левченко вступился нарком ВМФ СССР адмирал Н. Г. Кузнецов, доложивший этот вопрос лично И. В. Сталину. В свою очередь, нарком НКВД Л. П. Берия настаивал на правильной оценке действий Левченко, ссылаясь на признание им своей вины. В итоге было решено отдать Г. И. Левченко под суд.
25 января 1942 года осуждён Военной коллегией Верховного суда СССР по статье 193-21 п. «б» УК РСФСР к 10 годам лишения свободы. Однако Н. Г. Кузнецов сразу же обратился с заявлением об освобождении Левченко под его поручительство и предоставлении возможности искупить вину. Указом Президиума Верховного Совета СССР от 31 января 1942 года Г. И. Левченко был помилован и понижен в звании до капитана 1-го ранга.
С марта 1942 года командовал Ленинградской, а с июня 1942 — Кронштадтской военно-морской базой, участвуя в обороне Ленинграда. Обеспечивал транспортировку и снабжение войск во время прорыва блокады. Руководил десантной операцией по захвату острова Соммерс в Финском заливе 8 июля 1942 года, окончившейся полной гибелью десанта и значительными потерями в кораблях (потоплено 8 катеров). Нарком ВМФ адмирал Н. Г. Кузнецов при рассмотрении этой операции оценил её подготовку как «совершенно неудовлетворительную», а действия руководителя операции — как «нерешительные».
С апреля 1944 года — заместитель наркома ВМФ СССР. Тогда же получил приказ возглавить отряд кораблей, принимаемый в Англии в счет репараций за подлежащую передаче СССР части итальянского флота (английские устаревшие линкор «Royal Sovereign», эскадренные миноносцы «HNoMS St Albans», «HMS Brighton», «HMS Richmond», «HMS/HMCS Chelsea», «HMS Leamington», «HMS Roxborough», «HMS/HMCS Georgetown» и «HMS Churchill», американский крейсер «Milwaukee»). В апреле советские экипажи во главе с Г. И. Левченко прибыли в Англию, там он возглавил подготовку экипажей и освоение ими иностранной военной техники. В советском ВМФ линкор получил имя «Архангельск», крейсер — «Мурманск», эсминцы соответственно «Достойный», «Жаркий», «Живучий», «Дерзкий», «Жгучий», «Доблестный», «Жёсткий», «Деятельный»). В августе 1944 года в составе конвоя JW-59 привёл отряд кораблей на Северный флот в условиях сильного противодействия германских подводных лодок: корабли сопровождения обнаружили 20 попыток сближения подлодок с отрядом советских кораблей, по ним сброшено 120 глубинных бомб, по докладам с эсминцев сопровождения 2 подлодки потоплены и 2 повреждены. Достоверно известно об атаке немецкой подлодки U-711, выпустившей 2 торпеды по линкору и эсминцам и доложившей о повреждении линкора, но как раз эту атаку на советском отряде не заметили.

### Послевоенный период
В июле-августе 1945 года участвовал в работе Потсдамской конференции. Там же был назначен главой советской делегации в состав трёхсторонней Комиссии по разделу бывшего германского военного и торгового флотов, которая работала до 1946 года.
С февраля 1946 года — командующий Юго-Балтийским флотом (в январе 1947 года переименован в 4-й ВМФ). С января 1947 года — заместитель Главнокомандующего ВМС СССР по боевой подготовке, а с марта 1950 года — заместитель военно-морского министра — главный инспектор ВМС. Н. Г. Кузнецов в частной беседе в последние годы жизни рассказал, что спасённый им в 1942 году от лагеря Г. И. Левченко в те годы написал на него лживый донос, что будучи на Потсдамской конференции, Кузнецов вывез всю обстановку из дома, который он занимал во время конференции. В 1949 году, видимо, вспомнив его «английский» опыт 1944 года, его назначили командиром отряда особого назначения по приёму и переводу кораблей бывшего итальянского флота из портов Албании в Севастополь. В начале 1951 года подал на имя И. В. Сталина записку с критикой положения дел в Военно-морском министерстве, по поводу которой 13-14 июля 1951 года состоялся Главный военный совет ВМФ с участием И. В. Сталина, руководителей ВКП(б) и Военного министерства СССР. По итогам работы Главного военного совета ВМФ был снят с должности военно-морской министр адмирал И. С. Юмашев.
С мая 1953 года являлся адмиралом-инспектором ВМС Главной инспекции Министерства обороны СССР, с января 1956 года вторично занимал пост заместителя главнокомандующего ВМФ по боевой подготовке. 
С сентября 1958 года — военный инспектор-советник в Группе генеральных инспекторов Министерства обороны СССР. Тогда же являлся ответственным редактором «Морского атласа». В сентябре 1960 года вышел в отставку по состоянию здоровья.
Скончался 26 мая 1981 года в Москве. Похоронен на Новодевичьем кладбище.
24 мая 1982 года его имя присвоено большому противолодочному кораблю проекта 1155, который в 1989 году вошёл в состав Северного флота.

## Награды
- 4 ордена Ленина (1943, 21.02.1945, 2.05.1949, 1957)
- Орден Октябрьской Революции (1977)
- 4 ордена Красного Знамени (1933, 1944, 3.11.1944, 1947)
- 2 ордена Ушакова I степени (25.09.1944, 28.06.1945)
- Орден Трудового Красного Знамени Азербайджанской ССР (1933)[23][24]
- 2 ордена Красной Звезды (1938, 1967)[25]
- Ряд медалей СССР
- Орден «Крест Грюнвальда» 1-й степени (Польша, 21.05.1946)

## Воинские звания
- Флагман 1-го ранга (03.04.1939)
- Вице-адмирал (04.06.1940)
- Капитан 1-го ранга (19.03.1942)
- Контр-адмирал (18.04.1943)
- Вице-адмирал (22.02.1944)
- Адмирал (25.09.1944)

## Сочинения
- Левченко Г. И. Годы огневые. — М.: Воениздат, 1960.
- Левченко Г. И. Вместе с флотом. Неизвестные мемуары адмирала. — М.: Алгоритм, 2015. — 320 с. — (Маршалы Сталина). — ISBN 978-5-906798-11-4.